# Pas de Quatre

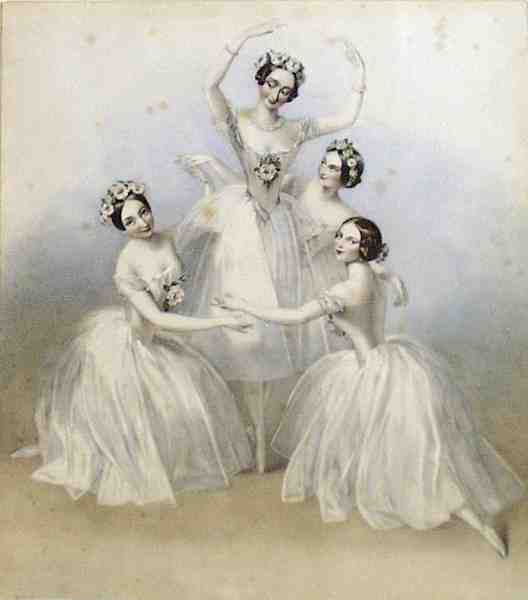
Pas de Quatre, Lithografie von A.E. Chalon, von links: Carlotta Grisi, Marie Taglioni, Lucile Grahn, Fanny Cerrito

Pas de Quatre (französisch; „Tanz für Vier“) ist ein 1845 von Jules Perrot choreografiertes Ballett-Divertissement.
Das Stück war ein Auftragswerk von Benjamin Lumley, damals Intendant des Her Majesty’s Theatre in London. Die Musik stammt von Cesare Pugni.
Die Londoner Uraufführung im Juli 1845 war eine Sensation bei Publikum und Presse. Der Grund hierfür war, dass die Originalbesetzung des Werkes die vier berühmtesten Ballerinen der Romantik auf der Bühne vereinte. Es handelte sich – nach ansteigendem Alter geordnet – um Lucile Grahn, Carlotta Grisi, Fanny Cerrito und Marie Taglioni. Um Konflikte zwischen den Tänzerinnen zu vermeiden, legte Perrot diese Auftrittsfolge für die Soli und für die Applausordnung fest. Diese prominente Besetzung tanzte nur vier Vorstellungen, darunter eine vor Königin Victoria und Prinz Albert von Großbritannien.
Ursprünglich sollte auch die Balletttänzerin Fanny Elssler an der Aufführung teilnehmen, sie lehnte jedoch ab. Statt ihrer trat Lucile Grahn auf.

## Wiederaufführungen

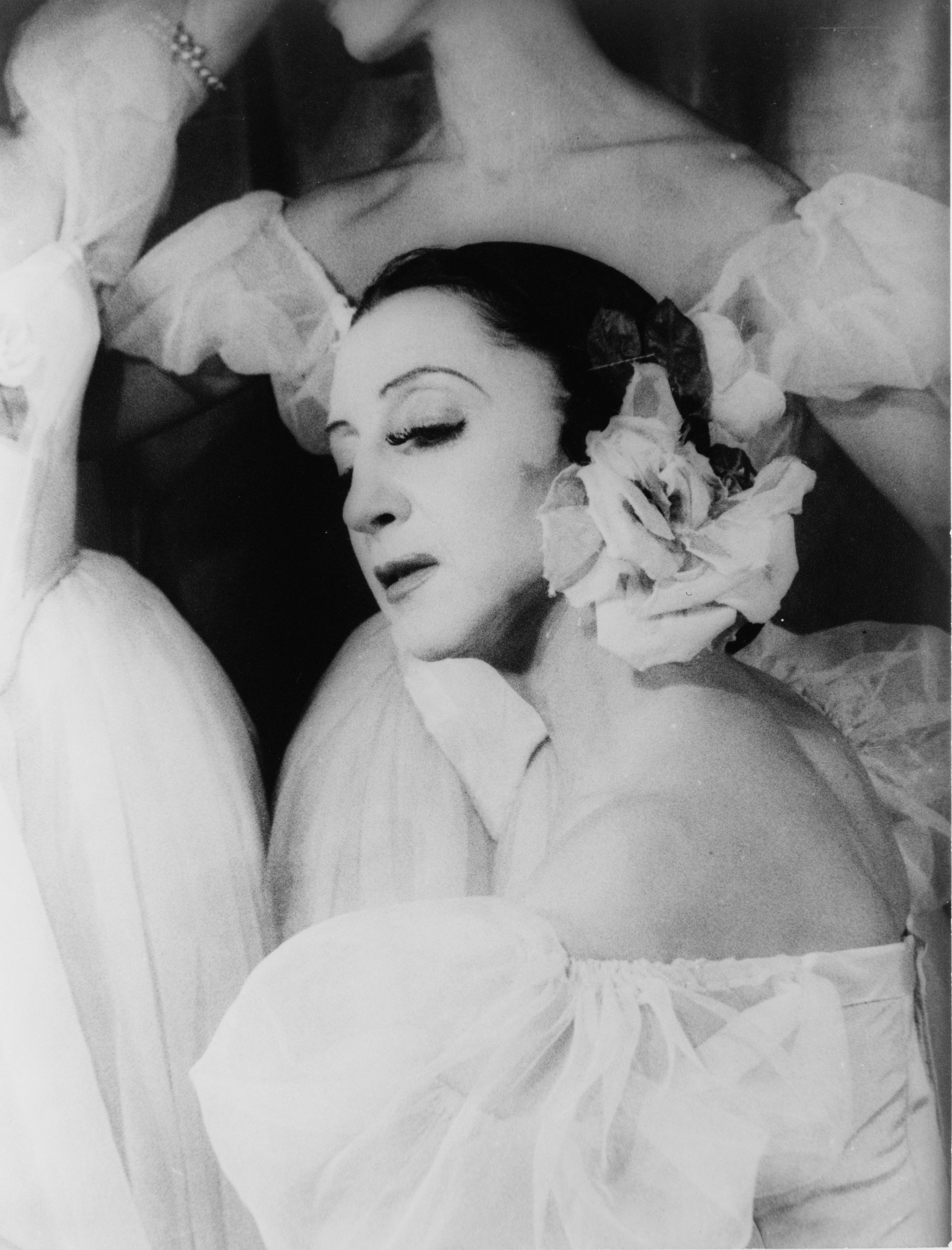
Alexandra Danilowa als Fanny Cerrito in Pas de quatre

Knapp hundert Jahre später wurde 1941 das Ballett vom Choreografen Anton Dolin wiederaufgeführt. Als Besetzung wählte er
- Nathalie Krassowska als Lucile Grahn
- Mia Čorak Slavenska als Carlotta Grisi
- Alexandra Danilowa als Fanny Cerrito
- Alicia Markova als Marie Taglioni

Seitdem haben viele Kompanien das Stück in ihr Repertoire übernommen.